# Ан Йон Су
Ан Йон Су (кор. 안영수; 20 лютого 1964) — південнокорейський боксер, призер Олімпійських ігор, чемпіон Азії.

## Аматорська кар'єра
1983 року став чемпіоном Азії.
На Олімпійських іграх 1984 завоював срібну медаль.
- В 1/32 фіналу переміг Ебок Шоаха (Судан) — 5-0
- 1/16 фіналу пройшов без бою
- В 1/8 фіналу переміг Ведата Онсоя (Туреччиа) — 5-0
- У чвертьфіналі переміг Веса Коскела (Швеція) — 5-0
- У півфіналі переміг Йоні Нюмана (Фінляндія) — 3-2
- У фіналі програв Марку Бреленду (США) — 0-5